# Rigaudon
Pour les articles homonymes, voir rigodon.

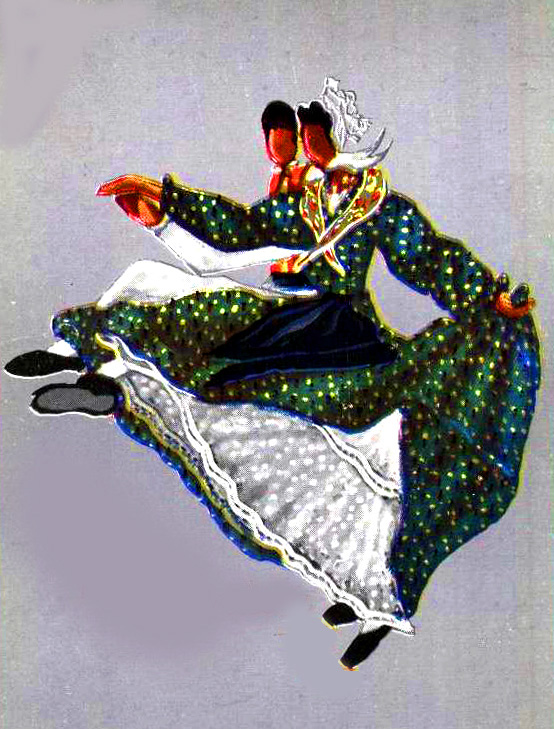
Rigaudon, danse provençale

Le rigaudon ou rigodon est une danse traditionnelle de Provence, du Dauphiné et du Québec à deux temps et plutôt vive. Le terme est également utilisé aujourd'hui dans le Carnaval de Dunkerque, les bandes se terminant par une heure de chahut portant le nom de « Rigodon final ».
Le rigodon, musique et danse, est classé à l'inventaire du Patrimoine culture immatériel en France depuis 2022.

## Origine et caractéristiques

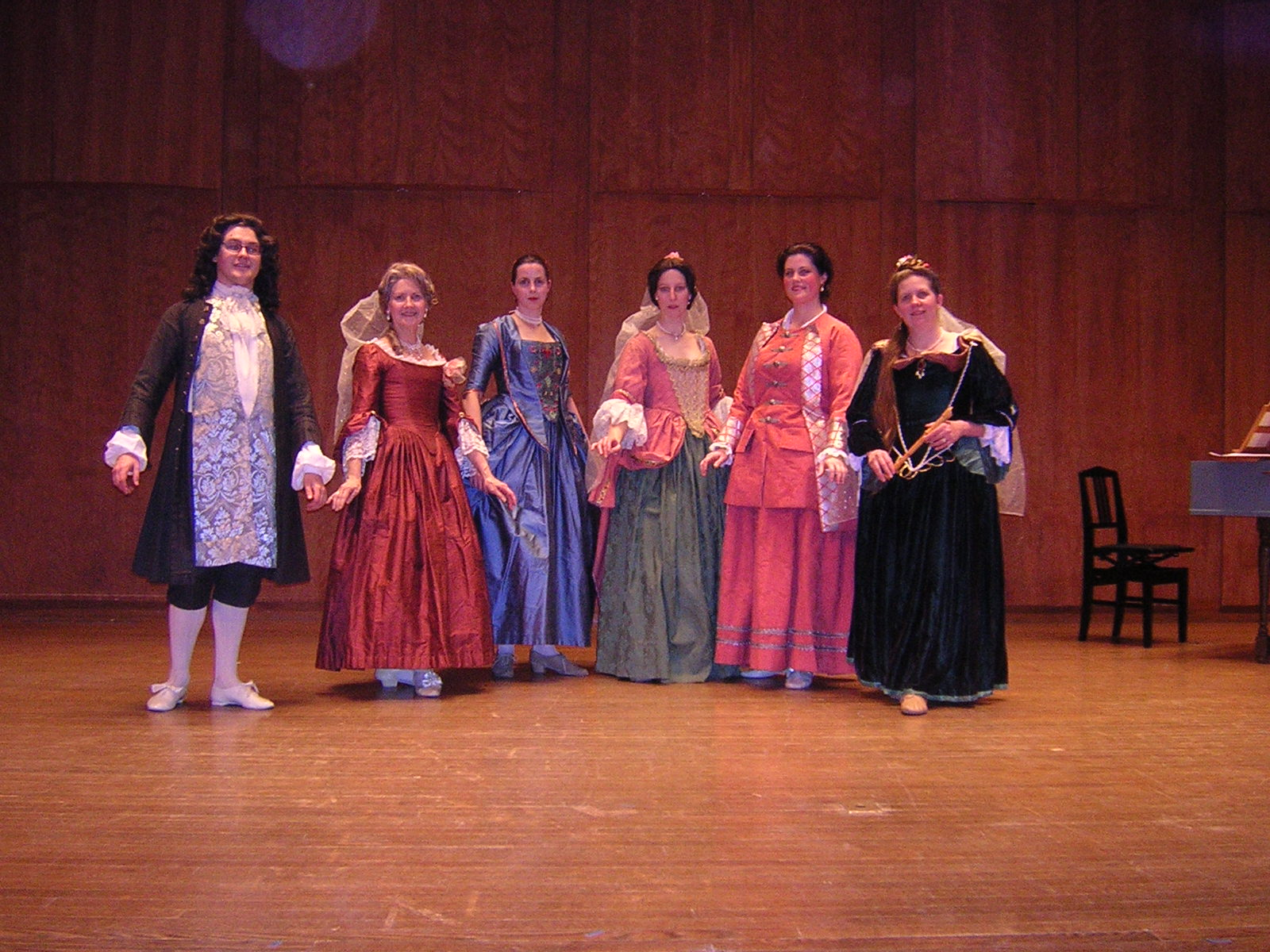
Danseurs de rigaudon, 2006 (reconstitution XVIIIe ?).

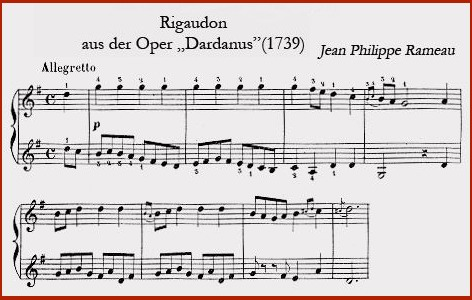
Rigaudon de Rameau.

On trouve les premières traces de cette danse en Provence aux XVIIe et XVIIIe siècles où elle est la danse en vogue de haut en bas de l’échelle sociale ; d'abord assez fruste, avant d'être stylisée et adoptée en tant que danse galante, mais en gardant son mouvement vif.
Madame de Sévigné l’apprécie dans les plus hautes sphères de cette province en 1672 ; c’est une danse enseignée aux jeunes gens de la noblesse et au XVIIe siècle elle gagne la cour. Un autre témoignage de 1786 rappelle aussi le goût des paysannes pour cette danse.
Une controverse sur l'étymologie propose que le nom provienne de l'italien rigodone ou rigolone, diminutif de rigoletto ou ronde en cercle, ou du latin gaudere (« se réjouir, s'amuser, être heureux »), qui correspond au caractère joyeux et festif de cette danse. Selon le Dictionnaire de la musique (1787) de Jean-Jacques Rousseau, le nom viendrait de son inventeur M. Rigaud, un maître à danser parisien du XVIIe siècle.
Le mot rigaudonner, inventé au XVIIe siècle, évoque un badinage gai, léger et enjoué.
Son influence s'étend en France et jusqu'en Nouvelle-France, puisque le rigaudon fait aussi partie du folklore québécois, comme l'une des danses traditionnelles les plus communes, avec la gigue et le quadrille.
Le rigaudon est de mouvement rapide à deux temps, 
 ou 
 (parfois 
 ou ), plus animé que la Gavotte. Elle commence par une anacrouse et se danse en cercle.

## Musique baroque et classique
Le rigaudon est présent dans les suites instrumentales baroques et les opéras-ballets, notamment chez Lully (seulement deux exemples), André Campra, Marc-Antoine Charpentier (David et Jonathan, acte IV) et Jean-Philippe Rameau. Elle se répand aussi en Allemagne et en Angleterre où Henry Purcell compose plusieurs rigaudons (Riggadoon), dont celui en ut majeur (Z. 653, 1687).
Elle se montre chez les clavecinistes, en s'intégrant de manière optionnelle aux suites chez François Couperin, Élisabeth Jacquet de La Guerre et Jean-Philippe Rameau.
Tombé en désuétude depuis le milieu XVIIIe siècle, Maurice Ravel l'utilise dans Le Tombeau de Couperin et Alexandre Goedicke en a composé un en fa majeur, Saint-Saëns également Sarabande et Rigaudon, op. 93,  et Grieg qui l'intègre dans sa Suite Holberg et Prokofiev dans les dix pièces pour piano op. 12.

## Rigaudon: un pas de lacontredanse

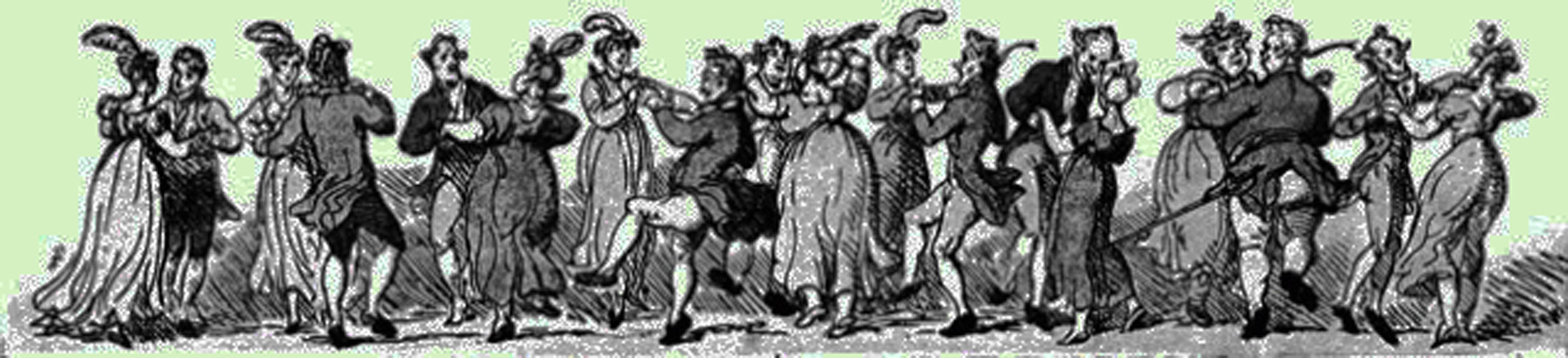
Rigaudon, caricature de Rowlandson, en 1790

Le pas d'origine se codifie peu à peu et devient l'un des principaux éléments constitutifs du vaste répertoire des contredanses durant tout le XVIIIe siècle. Le pas de rigaudon sert de conclusion à la plupart des déplacements des danseurs et termine en point d'orgue le phrasé musical.

## Le rigaudon en Dauphiné

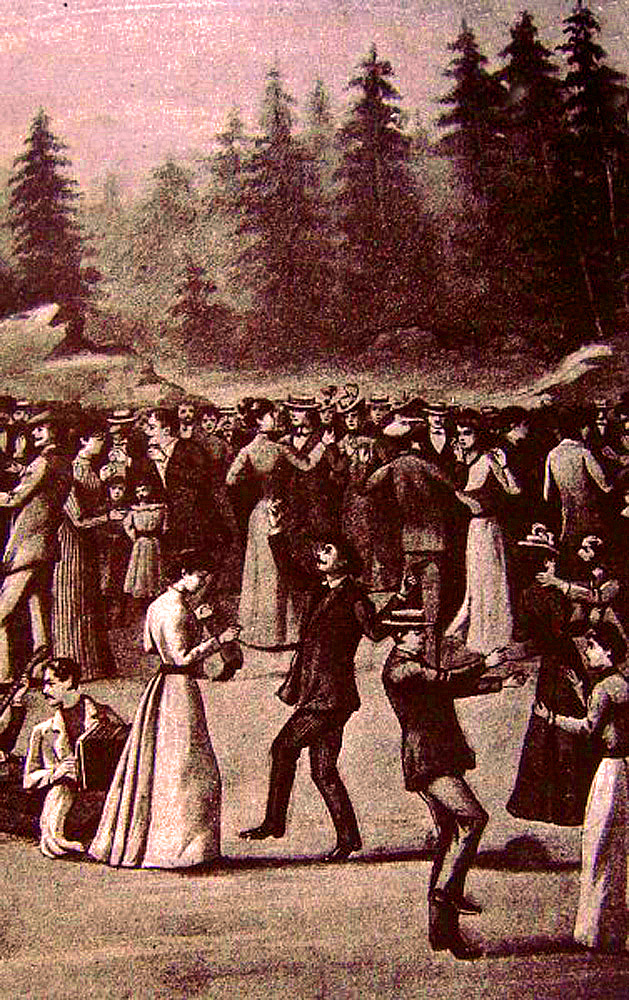
Rigaudon, lors d'un bal populaire en Dauphiné.

À la fin du XVIIIe siècle, le rigaudon provençal commence à se diffuser dans les provinces voisines.
En effet, en Provence, le niveau de vie s’élève, le luxe gagne peu à peu toutes les couches de la société. La Provence devient un centre d’attraction pour les populations voisines, son rayonnement devient intense et étendu. Un témoin indique en 1786 que « Marseille est encore aujourd’hui pour la Provence et même pour les provinces qui l’entourent, ce qu’est Paris pour tout le royaume ».
Un des facteurs très important de la diffusion du rigodon dans les provinces voisines est la mobilité des populations montagnardes de cette époque (migrations temporaires) : à la saison des moissons, les Provençaux font annoncer dans les paroisses du Gapençais, du Dauphiné et des Cévennes le début des travaux d’été. Aussitôt, les hommes s’attroupent, et ce sont des groupes importants qui partent vers le sud, remontant peu à peu, comme l’étagement climatique le rend possible.
À l’automne, beaucoup de cultivateurs, une partie des femmes et des enfants, sont obligés de venir passer l’hiver dans les pays tempérés de Provence, où ils amassent, par leur travail, de quoi rentrer chez eux à la fin du printemps.
Ces déplacements sont remarquables par leur caractère massif, leur répétition chaque année, leur durée, et par la présence dans chaque troupe d’hommes, de femmes et souvent d’enfants. Ils se distinguent aussi par la cohésion qui persiste ou qui s’établit entre eux. Au contact de populations plus raffinées, ayant une culture plus prestigieuse, les montagnards adoptent peu à peu leurs mœurs, leurs usages, leurs divertissements.
Les Dauphinois vont adopter cette danse, et probablement la remodeler pour l’adapter à leur culture, leur mentalité montagnarde et en faire une danse proprement dauphinoise.

### Âge d'or

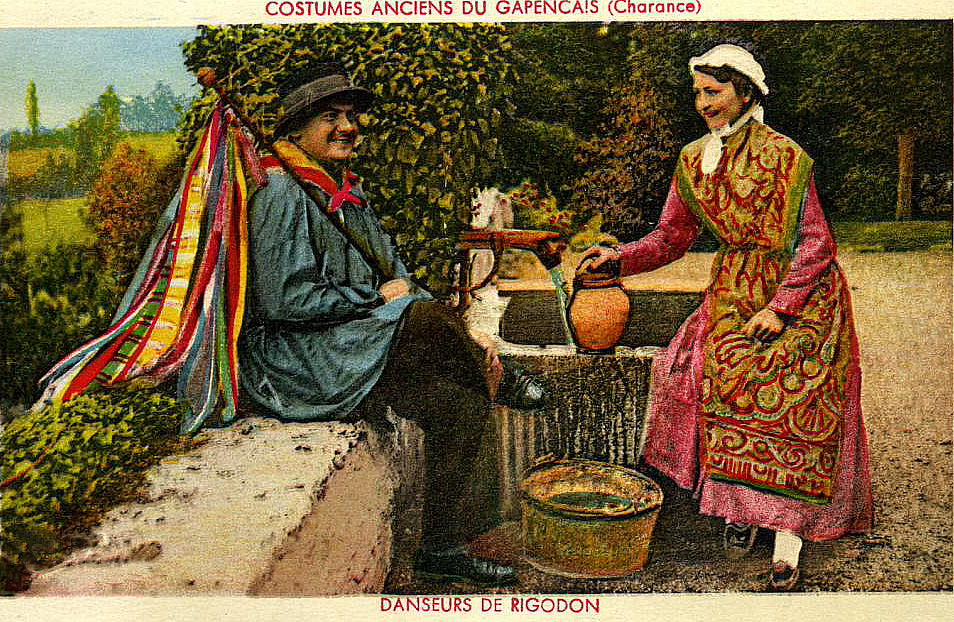
Danseurs de rigaudon du Gapençais

Dès la fin du XVIIIe siècle et durant tout le XIXe siècle, le rigodon jouit d’une vogue sans faille, si durable et si entière qu’il est devenu à bon droit la danse traditionnelle caractéristique de cette province.
Il est l’élément essentiel, voire unique du répertoire des bals. Toutes les occasions sont bonnes pour le danser : veillées d’hiver dans les maisons qui comptent des jeunes filles, bals du dimanche dans les cafés ou les granges, bals du 1er janvier, du carnaval, du 14 juillet, bals plus prestigieux des vogues (fêtes patronales) et des noces, réunions de voisinage et de travail.
Sa popularité s’étend à toutes les catégories de la population : paysans, les plus nombreux, artisans, commerçants, employés, membres de la  petite bourgeoisie des gros bourgs et des petites villes, aristocrates même, au début du XIXe siècle.

### Temps du déclin

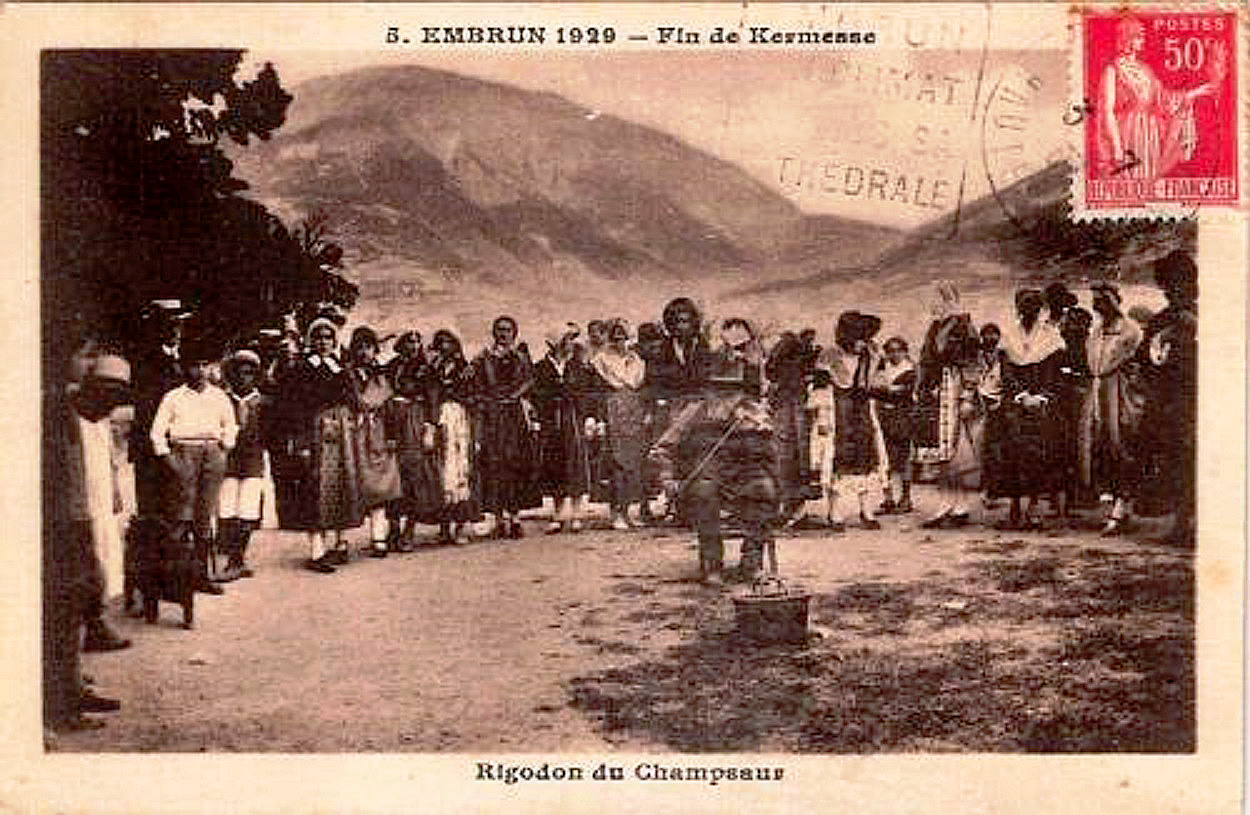
Rigaudon du Champsaur en 1929

Vers la fin du XIXe siècle, une influence parisienne devient plus évidente avec l’adoption progressive de danses en couple fermé : valse, polka, mazurka, scottish, troïka, quadrille, qui fourniront bientôt quelques figures très simples à certaines versions exceptionnelles de rigodons. Au départ très marginales, elles vont peu à peu occuper de plus en plus de place.
C’est par le sud que le rigodon a commencé à décliner. Dans la région de Gap ce déclin est sensible dès les premières années du XXe siècle. Il n’en est pas de même en Trièves, Matheysine, Champsaur ou Valgaudemar, où sa grande vitalité va durer jusqu’à la Première Guerre mondiale.
Celle-ci conduit à une cassure brutale. Pendant quatre ans, les mécanismes délicats de la tradition vont cesser de fonctionner. Au retour de la guerre la vie repart, mais avec une population appauvrie en hommes jeunes, dans un climat nouveau, où le rigodon commence à faire figure de danse vieillie.
D’ailleurs, même les danses parisiennes commencent à faire figure de pratique ancienne face aux danses américaines que les petits orchestres des villes mettent à la portée de tous.

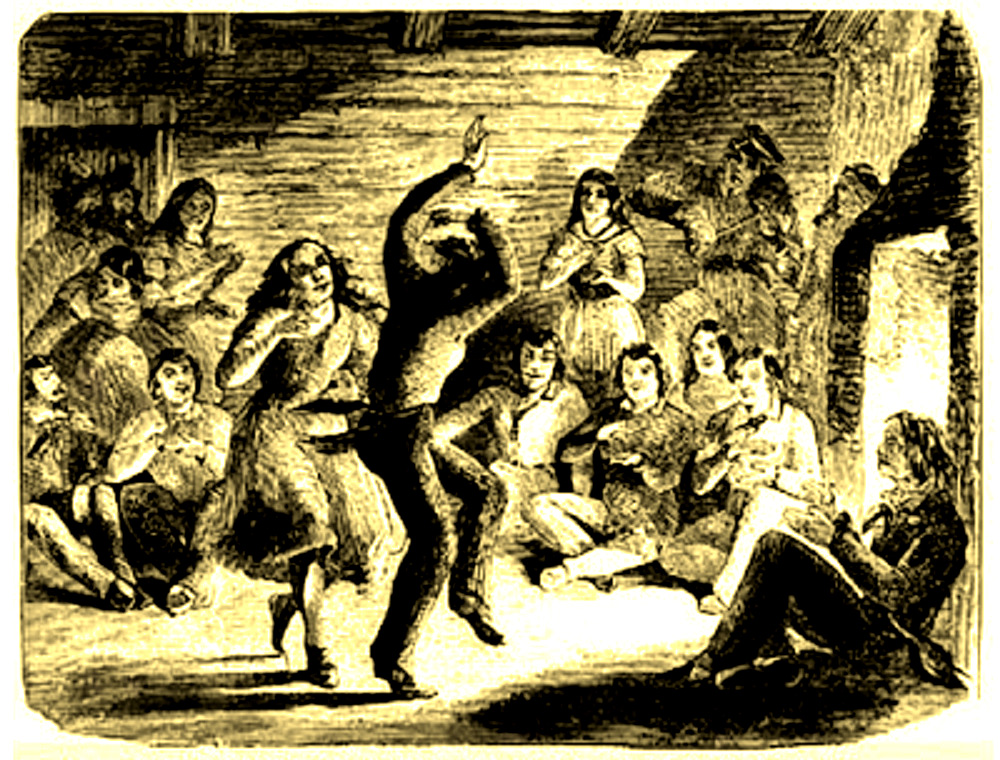
Rigaudon, danse paysanne

Bien sûr, il ne disparaît pas d’un coup. Ceux dont il avait été le moyen habituel d’expression continuent de le danser aussi longtemps qu’ils en trouvent l’occasion et les forces.
Par endroits, de menus accidents — quelques facteurs favorables jouant simultanément — ont retardé ce déclin : attachement local à l’habitude des veillées, maison recherchée par son accueil, sa gaieté, un grand-père musicien ou beau chanteur qui fait danser à la voix, et sait au besoin enseigner la danse collective que les plus jeunes ignoraient.
À noter aussi la récupération du rigodon par les groupes folkloriques à partir de 1930, à commencer par la région de Gap.
De plus, pendant la période 40-45, en Dauphiné comme ailleurs, la suppression des bals a conduit les jeunes à demander à la tradition de leur pays les moyens de se divertir, et des anciens ont été sollicités pour enseigner le rigodon, contribuant ainsi à prolonger l’existence de cette danse.

## Renaissance
Après 1968 et les événements de mai, une nouvelle génération s'intéresse aux musiques, chants et danses populaires et partent dans les campagnes à la recherche des derniers détenteurs des traditions populaires. Ils vont être à l'origine du renouveau de cette danse, et sans doute, eux aussi, la remodeler.

## Forme la plus courante de la danse

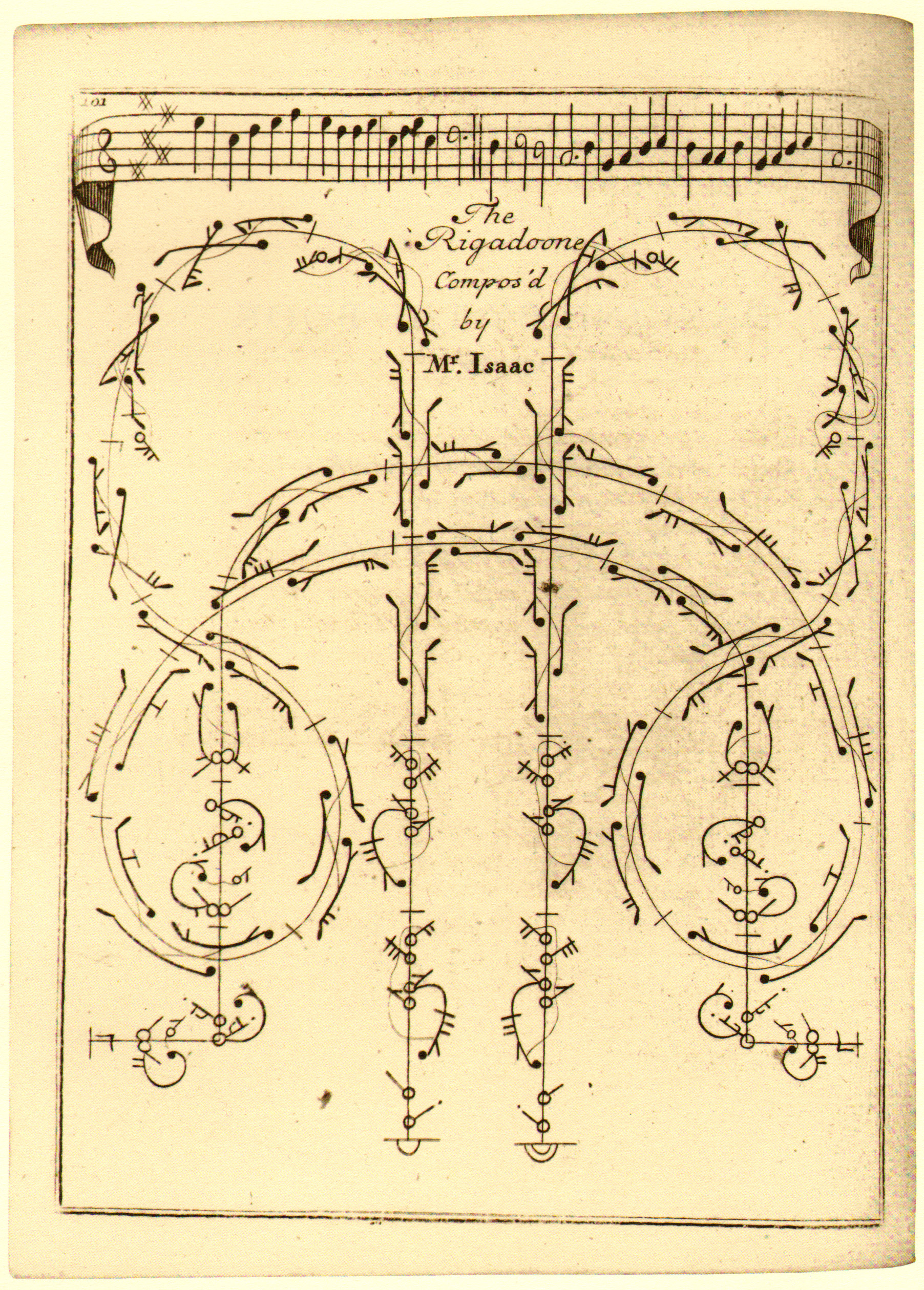
Notation des pas de danse

Il s'agit de la forme dite en file circulaire. C'est une danse très vive, enjouée, dans laquelle chacun s'exprime beaucoup. Elle comporte deux parties :
- la promenade : les danseurs — autant que l'on veut — sont disposés en cercle, chaque homme ayant sa partenaire à sa droite ; on ne se donne pas les mains et chacun se tourne d'un quart de tour à droite pour former une file circulaire. Pendant la première partie de la musique, les danseurs avancent en se déplaçant sur le grand cercle (d'où le terme de promenade).
- le rigodon proprement dit : sur la première moitié de la deuxième partie de la musique, chaque femme se retourne pour faire face à son partenaire et les danseurs dansent en sautillant d'un pied sur l'autre, en claquant des doigts, voire en poussant des cris aigus. À la deuxième moitié de cette deuxième partie, chacun se retourne pour faire face à la personne qui se trouvait derrière soi et on recommence à danser face à cette personne (contre-partenaire), comme ci-dessus.

## Discographie
- Violoneux et chanteurs traditionnels du Dauphiné. Anthologie de la musique traditionnelle française vol. 4 (33 tours Le Chant du Monde). Collectages effectués auprès de 3 violoneux : Emile Escalle (1975-76), Augustin Istier (1977) et Camille Roussin (1977).
- Le violon traditionnel en France, Dauphiné : Les pays du rigodon, Champsaur-Gapençais-Beaumont, enregistrements historiques 1939-1977. Silex, 1994.
- France « Rigodon sauvage », Ocora Radio France, 1995
- L'association Rigodons & Traditions a consacré 4 CD et 1 DVD aux Danses et musiques traditionnelles du Dauphiné.
- Drailles, quintette de violons, Modal, 1999
- Arco Alpino, violons traditionnels des Alpes, Modal, 2001. Un collectif de musiciens de tous horizons réunis sous la houlette de Patrick Vaillant.
- Hier, aujourd’hui ; collectages et pratiques actuelles autour du rigodon, Buda Musique, collection musique du monde
- Les Violons du Rigodon, par la Cie du Rigodon, fanfare ménétrière, 2002
- 22 Rigodons à danser, compagnie du Rigodon, 2002.
- Drailles, Paura Gramusa ! Musique des Alpes imaginaires. Compagnie du Rigodon 2013
- Violoneuses, Mana Serrano et Perrine Bourel. La NOVIA 2015
- Cahier de répertoire Rigodon, par Perrine Bourel. Compagnie du Rigodon 2015
- Empi et Riaume, groupe d'arts et de traditions populaires du Dauphiné et du Vivarais, Romans (Drôme). BnF collection, https://www.dailymotion.com/video/x2274r3

## Culture populaire
Sans forcément savoir de quoi il s'agit, le nom « rigaudon » est connu sur l'internet francophone grâce à l'émission "What the cut" de Antoine Daniel qui a dans un épisode présenté une vidéo d'un Québécois, le « violon gay », présentant ses « violoneux » (à savoir des têtes de mannequin avec des cheveux en Coupe mulet), qui devaient jouer un rigaudon sous la menace de "se faire manger le mulet".